# 金山 (丸森町)
金山（かねやま）は、宮城県伊具郡丸森町の大字。2015年10月1日現在の世帯数は362世帯、人口は1,059人。郵便番号981-2402。

## 地理
丸森町北東部、阿武隈川右岸、雉子尾川流域にあたる。西で字二本木・字平・字寺内前・字羽山・字黒松・字泉・字天王・字三瓶内・字石倉、南・東で大字大内、東で大字小斎、北で大字舘矢間舘山に接する。国道113号が縦貫し、そこから宮城県道28号丸森柴田線が分岐する。

### 山岳
- 鬼形山

### 河川
- 阿武隈川
- 雉子尾川

## 歴史

### 沿革
- 幕末時点では伊具郡金山本郷であった。陸奥仙台藩領。
- 1868年（明治元年）12月24日 - 白石藩領となる。
- 1869年（明治2年）
  - 8月7日 - 白石県の管轄となる。
  - 11月27日 - 白石県が県庁を角田城に移転し、角田県に改称。
- 1871年（明治4年）11月2日 - 第1次府県統合により仙台県の管轄となる。
- 1872年（明治5年）1月8日 - 仙台県が宮城県に改称。
- 1876年（明治9年）
  - 4月22日 - 磐前県の管轄となる。
  - 8月21日 - 第2次府県統合により宮城県の管轄となる。
- 1889年（明治22年）4月1日 - 町村制の施行により金山本郷が単独で自治体を形成して金山村が発足。
- 1897年（明治30年）2月9日 - 金山村が町制施行して金山町となる。
- 1954年（昭和29年）12月1日 - 金山町が丸森町・筆甫村・大内村・小斎村・舘矢間村・大張村・耕野村と合併し、改めて丸森町が発足。丸森町の大字となる。

## 交通

### バス
- 丸森町民バス
  - 大内線
    - 角田ターミナル - 丸森駅 - 金山町 - 大内

### 道路
- 国道113号
- 宮城県道28号丸森柴田線

## 施設
- 金山本郷郵便局
- 金山図書館
- 丸森町立丸森東中学校
- 丸森町立金山小学校
- 幡豆工業東北工場